# Вирченко, Юрий Петрович
Юрий Петрович Вирченко (23 июля 1949, Харьков) — ученый-физик и математик, доктор физико-математических наук (2000), профессор, известный альпинист.

## Биография
В 1972 году закончил физико-технический факультет Харьковского университета, отделение теоретической физики.
В 1972—1994 гг. — научный сотрудник Харьковского физико-технического института АН Украины (в этот же период непродолжительное время работал также в Донецком физико-техническом институте АН Украины). Работал в отделе теоретической физики этого института, руководимом акад. А. И. Ахиезером.
В 1977 году под руководством акад. С. В. Пелетминского защитил кандидатскую диссертацию по теоретической физике в Донецком государственном университете.
В 1994— 2003 гг. — ведущий научный сотрудник Института монокристаллов НАН Украины (Харьков).
В 2000 г. в Институте монокристаллов НАН Украины защитил докторскую диссертации по теории случайных фрактальных множеств в математической физике.
Научную деятельность сочетает с педагогической. Преподавал в Харьковском государственном университете, Харьковском политехническом институте, Академии бизнеса и банковского дела (г. Тольятти). C 2004 г. профессор Белгородского государственного университета, где в период с 2011 по 2015 гг. возглавлял кафедру теоретической и математической физики. С 2022 г. профессор Белгородского государственного технологического университета им. В.Г. Шухова. Подготовил 15 кандидатов физико-математических наук по специальностям: теоретическая физика, математическая физика, теория вероятностей, физика конденсированного состояния, математическое моделирование, дифференциальные уравнения.
Наряду с научной и педагогической деятельностью занимался также спортивным альпинизмом, в том числе, на профессиональном уровне. Работал горным инструктором и горноспасателем. В 1985 г. работал в центре горной подготовки МВД СССР в г. Алма-Ата. Участвовал в спасательных работах после Спитакского землетрясения в Армении в 1988 г. Спортивные достижения: титул «Снежный барс» (1988) за покорение всех семитысячников СССР. 

## Научные исследования
- равновесная и неравновесная статистическая механика
- теория случайных процессов и случайных множеств
- математическая физика

## Труды
- Вирченко Ю. П., Шпилинская О. Л. Случайные фрактальные множества с марковскими измельчениями в R. Белгород: БелГУ, 2007.
- Вирченко Ю. П. Введение в статистическую теорию фрагментации твердотельных сред. Белгород: БелГУ, 2008.
- публикации см. www.mathnet.ru, Mathematical Review, Zentralblatt fur Mathematik.
- Вероятностно-феноменологический подход в статистической физике фрактально неупорядоченных конденсированных сред: дис … д-ра физ.-мат. наук: 01.04.02 / Вирченко Юрий Петрович; НАН Украины, Науч.-технологи. концерн «Ин-т монокристаллов», Ин-т монокристаллов. — Х., 2000.